# Eddie Henderson
Edward Jackson Henderson (New York, 26 oktober 1940) is een Amerikaanse jazzmuzikant (trompet, bugel) van de modernjazz.

## Biografie
Henderson, wiens moeder de danspartner was van Bill 'Bojangles' Robinson in de Cotton Club Revue en wiens vader een band leidde, groeide op in een huishouden, waarin muzikanten als Louis Armstrong, Duke Ellington, Fats Waller en Miles Davis vertoefden. Op 9-jarige leeftijd leerde hij trompet spelen en verdiepte hij zich op het conservatorium van 1954 tot 1957 verder in dit instrument en muziektheorie. Na enkele jaren in het leger studeerde hij vervolgens van 1961 tot 1964 zoölogie aan de University of California, daarna tot 1968 medicijnen aan de Howard University. Daarna speelde hij bij John Handy en Philly Joe Jones.
Van 1970 tot 1973 was hij lid van het sextet van Herbie Hancock, waarmee hij fusionalbums als Mwandishi en Sextant opnam. Daarnaast speelde hij met Miroslav Vitouš (Infinite Search), Joe Henderson (Inside Out), Pharoah Sanders, Mike Nock en Charles Earland. In 1973 was hij zes maanden lid van de Jazz Messengers van Art Blakey. Daarna speelde hij bij Julian Priester, Elvin Jones, Billy Harper, Kenny Barron, Mulgrew Miller en steeds weer bij Hancock. Hij was ook nu en dan (ongeveer tussen 1975 en 1985 in San Francisco) ook als huisarts en psychiater werkzaam. Sinds midden jaren 1990 leidde hij weer eigen bands, waarmee hij regelmatig eigen platen uitbracht. Daarnaast speelde hij ook met Richard Davis, McCoy Tyner, Bertha Hope, Gary Bartz en de Mingus Big Band. Sinds 2007 werkt hij met de All-Star-formatie The Cookers.

## Discografie
- 1973: Realization
- 1973: Inside Out
- 1975: Sunburst
- 1976: Heritage
- 1977: Comin' Through
- 1978: Mahal
- 1979: Running to your Love
- 1994: Phantoms
- 1994: Inspiration
- 1994: Flight of Mind
- 1994: Think on me
- 1995: Dark Shadows
- 1998: Dreams of Gershwin
- 1999: Reemergence
- 2001: Oasis
- 2003: So What
- 2004: Time and spaces
- 2005: Manhattan in blue
- 2006: Precious moment
- 2007: Association
- 2012: Eddie Henderson & Friends Play the Music of Amit Golan
- 2015: Collective Portrait
- 2018: Be Cool